# Macroplia dekindti
Macroplia dekindti är en skalbaggsart som beskrevs av Anton Franz Nonfried 1895. Macroplia dekindti ingår i släktet Macroplia och familjen Melolonthidae. Inga underarter finns listade i Catalogue of Life.